# Eyong Enoh
Eyong Tarkang Enoh (Kumba, Camerún, 23 de marzo de 1986) es un exfutbolista camerunés. Juega de centrocampista.

## Trayectoria
Enoh llegó a Europa para jugar en el Mağusa Türk Gücü S.K. de la República Turca del Norte de Chipre, equipo al que llegó desde el Mount Cameroon de su país, con el que debutó como profesional en la temporada 2003-04. En 2006 fue contratado por el Ajax de Ciudad del Cabo de Sudáfrica. En dicho país fue elegido el Jugador del Año en 2008, honor que le sirvió para fichar por el Ajax de Ámsterdam.

## Selección nacional

### Participaciones en Copas del Mundo
| Mundial                        | Sede      | Resultado    |
| ------------------------------ | --------- | ------------ |
| Copa Mundial de Fútbol de 2010 | Sudáfrica | Primera fase |
| Copa Mundial de Fútbol de 2014 | Brasil    | Primera fase |

## Clubes
| Club                     | País             | Año       |
| ------------------------ | ---------------- | --------- |
| Mount Cameroon F. C.     | Camerún          | 2003-2004 |
| Mağusa Türk Gücü S. K.   | Chipre del Norte | 2004-2005 |
| Türk Ocağı Limasol S. K. | Chipre del Norte | 2006      |
| Ajax Cape Town F. C.     | Sudáfrica        | 2006-2008 |
| A. F. C. Ajax            | Países Bajos     | 2008-2014 |
| Fulham F. C. (cedido)    | Inglaterra       | 2013      |
| Antalyaspor (cedido)     | Turquía          | 2014      |
| Standard Lieja           | Bélgica          | 2014-2017 |
| Willem II                | Países Bajos     | 2018      |
| Enosis Neon Paralimni    | Chipre           | 2018-2019 |
| Olympiakos Nicosia F. C. | Chipre           | 2019-2020 |

## Palmarés

### Campeonatos nacionales
| Título                   | Club                 | País         | Año  |
| ------------------------ | -------------------- | ------------ | ---- |
| Copa de Sudáfrica        | Ajax Cape Town F. C. | Sudáfrica    | 2007 |
| Copa de los Países Bajos | A. F. C. Ajax        | Países Bajos | 2010 |
| Eredivisie               | A. F. C. Ajax        | Países Bajos | 2011 |
| Eredivisie               | A. F. C. Ajax        | Países Bajos | 2012 |
| Copa de Bélgica          | Standard Lieja       | Bélgica      | 2016 |

### Distinciones individuales
| Distinción                   | Año  |
| ---------------------------- | ---- |
| Jugador del Año en Sudáfrica | 2008 |

## Vida personal
Enoh es cristiano. Sobre su fe ha dicho: «Dios me ha dado talento y capacidad para jugar al fútbol, una gran plataforma para compartir a Jesús. A través del fútbol puedo llegar a la gente que me admira en mi país y a la gente que conozco en mi carrera. Se ha convertido en el camino que el Señor utiliza conmigo»